# I promessi sposi (miniserie televisiva 1989)
I promessi sposi è una miniserie televisiva italiana del 1989, diretta da Salvatore Nocita. Prodotta dalla Rai, la storia è tratta dall'omonimo romanzo storico del XIX secolo scritto da Alessandro Manzoni.

## Descrizione
A 22 anni di distanza dallo sceneggiato televisivo I promessi sposi diretto da Sandro Bolchi, la Rai tornò a cimentarsi nella trasposizione del capolavoro di Alessandro Manzoni.
La regia fu affidata a Salvatore Nocita, con produzione interna Rai realizzata in tecnica cinematografica dal CPTV di Milano.
La sceneggiatura, curata dal regista insieme a Enrico Medioli, Roberta Mazzoni e Pier Emilio Gennarini, si distaccò nettamente dalle scelte stilistiche dello sceneggiato di Bolchi, che aveva tenuto una fedeltà praticamente letterale al testo della quarantana manzoniana. I dialoghi, le scene e la scansione temporale furono adattati e trasformati con molta libertà interpretativa, rappresentando situazioni che Manzoni non aveva descritto apertamente (ad esempio la scena di Gertrude che amoreggia con un servitore), modificando i dettagli di alcuni momenti (il colloquio tra don Rodrigo e fra Cristoforo che si conclude dinnanzi agli altri commensali) e ricorrendo anche a episodi presenti nel Fermo e Lucia e successivamente eliminati dallo scrittore nelle stesure successive (quali la scena dell'Innominato/Conte del Sagrato che uccide un uomo davanti a una chiesa, oppure la fuga a cavallo di don Rodrigo dal lazzaretto di Milano).
Nella sua prima messa in onda (novembre-dicembre 1989) lo sceneggiato è stato visto da una media di 14 milioni di spettatori.
La miniserie vinse il Telegatto 1990 come migliore trasmissione della stagione.
Alcune immagini dello sceneggiato vennero incluse in un'edizione non commentata de I promessi sposi, edita da Nuova ERI e distribuita in esclusiva dai supermercati GS.

## Trama
Ambientato nella Lombardia sotto il dominio spagnolo tra il 1629 e il 1631, l'adattamento narra la celeberrima storia dei due popolani, promessi sposi, Renzo Tramaglino e Lucia Mondella.
La scena iniziale riprende l'incipit manzoniano sui luoghi in cui è situata la storia. Un pomeriggio di novembre, su una stradetta di campagna il parroco del paese, Don Abbondio, prega leggendo il breviario tenuto tra le mani, quando scorge a un bivio che biforca la strada due bravi; timoroso alla loro vista, il prete intuisce il pericolo, ma al crocicchio i due gli si parano davanti: con poche, sprezzanti frasi gli intimano minacciosamente, per conto di Don Rodrigo, di non celebrare il giorno dopo il matrimonio tra i due giovani fidanzati. Spaventato, Don Abbondio corre a casa: temendo di perdere la vita, quando Renzo arriva da lui, vigliaccamente fa finta di stare ammalato, accampando altre scuse per non sposare la coppia. Ma Renzo subodora qualcosa di strano nella messinscena del meschino parroco e quando scorge Perpetua nell'orto davanti alla casa, le si avvicina. Questa gli fa intuire qualcosa dietro alla strana condotta assunta dal prete, e lui rientra a casa di lui per esigere altre spiegazioni. Il querulo parroco, nel frattempo nascostosi a letto, alla fine confessa: la persona che impedisce il matrimonio è Don Rodrigo, un prepotente signorotto della zona. Inveendo, Renzo si dirige in tutta fretta alla casa di Lucia, che si sta preparando alle nozze. Quando chiede di vedere la fidanzata, Lucia rivela che Don Rodrigo la importunava anche durante il suo lavoro, ma aveva taciuto con tutti sperando che egli perdesse interesse nei suoi confronti. Interviene la madre di Lucia, che consiglia di interpellare fra Cristoforo, un monaco amico. È Lucia a dire di averlo già fatto.
Costretti a separarsi e a sopportare mille peripezie a causa delle prepotenze del signorotto Don Rodrigo deciso a impedire il loro matrimonio. Tuttavia durante il loro viaggio troveranno varie persone disposte ad aiutarli, da fra Cristoforo all'Innominato (prima crudele e poi convertitosi), da Federigo Borromeo a donna Prassede.

## Il cast
Anche per l'edizione del 1989 ci fu, come nel 1967, un cast di prim'ordine. Accanto ai due protagonisti, i giovani Danny Quinn e Delphine Forest, furono chiamati nelle parti di contorno attori di fama come Alberto Sordi (don Abbondio), Burt Lancaster (il cardinale Federigo Borromeo), Franco Nero (fra Cristoforo), Fernando Rey (il conte zio), Helmut Berger (Egidio), F. Murray Abraham (l'Innominato), Dario Fo (Azzeccagarbugli), Valentina Cortese (donna Prassede) e Walter Chiari (Tonio). 
Tra gli altri interpreti, Giampiero Albertini (Nibbio), Gary Cady (don Rodrigo), Mathieu Carrière (conte Attilio), Pierluigi Misasi (Griso), Gordon Mitchell (don Gonzalo), Renzo Montagnani (don Ferrante), Rosalina Neri (Perpetua), Jenny Seagrove (Gertrude, la Monaca di Monza), Gisela Stein (Agnese), Elisabetta Coraini, Mareike Carrière. Non mancarono degli interpreti d'eccezione come l'ex calciatore Roberto Boninsegna nel ruolo di un monatto, il giornalista Oliviero Beha in quello di un commissario di sanità durante l'epidemia di peste, e la cantante Wilma De Angelis come governante dell'Azzeccagarbugli.

## Produzione
La produzione dello sceneggiato è costata 20 miliardi di L.; vi hanno preso parte 248 attori e 10000 comparse, e sono stati indossati 2000 costumi. 
Le sequenze ambientate a Pescarenico, ovvero il paese di Renzo, Lucia e don Abbondio, sono state girate nella frazione Zubini di Livade, in Istria, Croazia (all'epoca Jugoslavia). Molte scene sono state girate a Bergamo, come la scena del flashback del duello tra Ludovico e il nobile, girata presso la basilica di Santa Maria Maggiore, e le scene della peste di Milano, girate in piazza Cittadella, via Arena e Piazza Vecchia. Il castello di Don Rodrigo è la Rocca Borromeo di Angera, mentre il convento della monaca di Monza è in realtà la Certosa di Pavia, già utilizzata per tale scopo nello sceneggiato di Sandro Bolchi. 
Alte sequenze sono state girate a Villa Cicogna Mozzoni, a Bisuschio, e a Mantova in piazza Castello.

## Critica
Lo sceneggiato fu accolto in maniera abbastanza negativa, per la sceneggiatura, destinata al mercato internazionale e scritta in inglese, nonché per una produzione volta alla spettacolarizzazione e con tinte fosche e gotiche, a scapito della natura intima e riflessiva del romanzo originale.
Durissimo fu il presidente della "Casa Manzoni" di Milano: 
(Giancarlo Vigorelli)

## Versione parodistica
Poco dopo la messa in onda dello sceneggiato, nel gennaio 1990 Rai Uno ha trasmesso una produzione omonima, ma questa volta di stampo parodistico, scritta, diretta e interpretata dal Trio (Tullio Solenghi, Anna Marchesini e Massimo Lopez).